# کافه پیانو
کافه پیانو نام کتابی از فرهاد جعفری است. این کتاب اولین بار در سال ۱۳۸۶ توسط نشر چشمه چاپ شده است. این کتاب اولین نوشتهٔ فرهاد جعفری است.

## داستان
داستان با بیان عقاید نویسنده دربارهٔ لباس و کفش خوب و تأثیر آن بر انجام کار بزرگ آغاز می‌شود. نویسنده شخصیت اصلی است و داستان برشی است از زندگی او و دخترش گل‌گیسو، در فاصلهٔ جدا شدن از همسرش و تهیهٔ مبلغ مهریه.

## سبک نوشتن
داستان به صورت اول شخص روایت می‌شود. اکثر شخصیت‌های داستان واقعی هستند؛ مانند راوی که خود نویسنده می‌باشد، گل‌گیسو دختر نویسنده و همایون دوست نویسنده. به همین صورت بیشتر اتفاقاتی که در کتاب می‌افتد منشأ حقیقی دارند. هر فصل کتاب مشتمل بر روایت اتفاقاتی است که در بازهٔ زمانی کوتاهی (در حد یک روز) برای راوی اتفاق می‌افتند. زمان داستان به صورت خطی پیش نمی‌رود ولی داستان در فاصلهٔ زمانی بین جدا شدن راوی از همسرش و تهیهٔ مبلغ مهریه اتفاق می‌افتد.

## اشاره به پدیده‌های واقعی
در این رمان شخصیتی به نام سعید دبیری وجود دارد که ترانه‌سرای ترانهٔ «فرنگیس» (با صدای سیاوش قمیشی) است. او مشتری کافه پیانوست و شغلش، روزنامه‌فروشی است.